# Красные рубашки
Краснорубашечники (исп. Camisas Rojas) — мексиканская военизированная организация, существовавшая в 1930-е годы, основанная на яростной антикатолической позиции. Группа создавалась для выполнения приказов губернатора Томаса Гарридо Канабаля. Униформой были красные рубашки, черные штаны и черные или красные военные кепки. Она состояла из мужчин в возрасте от 15 до 30 лет.
Выступали против религии и других вещей, которые, по их мнению, наносят вред прогрессу — прежде всего алкоголя. Хотя сам Гарридо считал себя социалистом и назвал своего сына в честь Ленина, его подручные краснорубашечники были охарактеризованы как фашисты некоторыми авторами.
Краснорубашечники были описаны как «ударный отряд идеологической обработки для интенсивной кампании против „Бога и религии“». Краснорубашечники также использовались для подавления кристерос, восставших против преследования католиков государством. В 1934 году Гарридо был назначен министром сельского хозяйства новым президентом Ласаро Карденасом, надеясь сдержать краснорубашечников таким образом. Однако Гарридо взял красных рубашек с собой в Мехико, чтобы вмешаться в студенческую политику.
30 декабря 1934 года, краснорубашечники открыли огонь по католикам, когда они покидали мессу в Церкви Непорочного зачатия в Койоакане, убив пять человек и ранив многих других. Гарридо послал убийцам шампанского в тюрьму и заявил, что они находятся под его защитой. Спустя некоторое время Гарридо был уволен. Вскоре краснорубашечники были расформированы.
Режиму краснорубашечников посвящён роман Грэма Грина «Сила и слава».